# Augustus Sasko-Gothajsko-Altenburský
Augustus Sasko-Gothajsko-Altenburský (Emil Leopold August; 23. listopadu 1772, Gotha – 17. května 1822, Gotha) byl sasko-gothajsko-altenburským vévodou a autorem jednoho z prvních románů o lásce osob stejného pohlaví. Byl také dědečkem prince Alberta, manžela královny Viktorie.

## Dětství
Narodil se 23. listopadu roku 1772 ve městě Gotha jako druhorozený syn vévody Arnošta II. Sasko-Gothajsko-Altenburského a jeho manželky Šarloty Sasko-Meiningenské. Jeho starší bratr Arnošt v roce 1779 zemřel a z něho se stal dědic sasko-gothajsko-altenburského vévodství.Byl velmi dobře vzdělaný a jeho prostředí - soucitné s jakobíny - na něj zapůsobilo ideály svobody, rovnosti a bratrství.

## Vláda
Už v roce 1804, kdy nastoupil po svém otci na vévodský trůn, byl zastáncem Napoleona Bonaparta, což byla výhoda v napoleonských válkách. Sasko-gothajsko-altenburské vévodství se v roce 1806 připojilo k Rýnskému spolku. Když v témže roce vpochodovala francouzská armáda do jeho vévodství, zůstal August ve městě Gotha a zabránil tak možné eskalaci. Postavil se také za uvězněného novináře Rudolfa Zachariase Beckera a přesvědčil vojenského velitele, aby ho rychle propustil.
Napoleon Bonaparte, který dopisy Augustovi začínal vždy můj bratranče a zakončoval tvůj bratranec, vévodu na znamení uznání několikrát navštívil ve městě Gotha, nikdy však nezůstal na zámku Friedenstein přes noc. Jsou známy následující návštěvy Napoleona ve městě (některé z nich velmi krátké) a setkání s vévodou Augustem:
- 23. července 1807 (recepce na zámku a oběd s vévodou a vévodkyní)
- 27. září 1808 (na cestě na kongres v Erfurtu se setkal s vévodou a povečeřel na zámku)
- 14. října 1808 (na zpáteční cestě z kongresu v Erfurtu se zastavil na zámku Friedrichsthal a krátce se setkal s Augustem)
- 15. prosince 1812 (na cestě do Ruska se setkal s Augustem)
- 25. října 1813 (na cestě z Ruska zůstal přes noc v hostinci Zum Mohren, s Augustem se nesetkal)

V letech 1811 až 1813 slavil vévoda Napoleonovy narozeniny 15. srpna gala recepcí na zámku Friedenstein. Při Napoleonově návštěvě 23. července 1807 daroval Augustus francouzskému císaři extravagantní černý kočár, který však Napoleon odmítl použít, kvůli jeho podobnosti se smrtící hlavou. Augustova obliba vůči Napoleonovi vyvrcholila,, když nechal na zámku Friedenstein postavit napoleonskou místnost v empírovém stylu, kterou sám navrhl. Strop místnosti ukazuje hvězdnou oblohu se sluncem a měsícem, zatímco slunce ukazuje rysy Napoleona, měsíc ukazuje tvář Augusta.
Augustus byl znám jako příznivec a sběratel umění, měl však averzi k lovu nebo jízdě na koni. Carl Maria von Weber (za něhož zaplatil dluhy) mu z vděčnosti věnoval svůj druhý klavírní koncert. Byl také považován za výstředního muže se zálibou v šokujících nebo provokativních vystoupeních. Johann Wolfgang von Goethe jej popsal jako "příjemného a odporného zároveň" a poznamenal: "Nemohu si na něj stěžovat, ale vždycky to byla nervózní záležitost, když jsem přijal pozvání k jeho stolu, protože člověk nedokázal předpovědět, s kým z čestných hostů by se mohl rozhodnout podle rozmaru nemilosrdně zacházet". Charakteristické byly jeho tendence k transvestismu: rád se objevil v dámském oděvu, a tím šokoval dvůr Gothy. Malířka Louise Seidler, která byla u dvora v zimě 1811, aby namalovala vévodovu rodinu, jej popsala jako "nejoriginálnějšího muže své doby", jehož vzhled měl v sobě cosi "dámského". Měl také zálibu v tanci, kdy měl na sobě hedvábné punčochy a ženské oblečení. On sám se mezi přáteli nazýval Emílie. V jeho literárních dílech jsou zmínky o možné homosexualitě. V roce 1805 anonymně vydal poetický román Ein Jahr in Arkadien: Kyllenion (Rok v Arkádii: Kyllenion). Jedná se o pastýřskou idylu ve starověkém Řecku, ve které se několik párů zamiluje, překonává různé překážky a žije šťastně až do smrti. Román je jedinečný v tom, že jeden z párů je homosexuální a s jejich milostným vztahem se nezachází jinak než s ostatními. Toto je možná první román od starověku, ve kterém se tak zachází s láskou osob stejného pohlaví. Augustus, velmi kulturní muž, si také dopisoval s Jeanem Paulem, Germaine de Staël a Bettinou von Arnim.
Po definitivní porážce Napoleona u Waterloo a Vídeňském kongresu se Augustus stal v aristokratickým a diplomatických kruzích persona non grata a byl rovněž neoblíbený u nacionalistické společnosti. Vévoda Augustus zemřel 17. května 1822 ve městě Gotha ve věku 49 let. Okolnosti jeho náhlé smrti po krátké nemoci jsou nejasné.
Jeho nástupcem se stal jeho mladší bratr Fridrich. Augustus byl pohřben na ostrově na jezeře Schlosspark v hrobce, která byla vyzdobena speciálně pro něj a v níž byla v roce 1848 pohřbena také jeho druhá manželka Karolína Amálie. Stejně jako ostatní hrobky vévodovy rodiny není ani jeho označena žádným pomníkem. Jednoduchý květinový ovál, který kdysi označoval hrobku, nebyl po celá desetiletí rozpoznatelný, a proto není známo přesné místo pohřbu vévodského páru.

## Manželství a potomci
21. října 1797 se čtyřiadvacetiletý Augustus v Ludwigslustu poprvé oženil s o sedm let mladší Luisou Šarlotou Meklenbursko-Zvěřínskou. Měli spolu jednu dceru:
- Luisa Sasko-Gothajsko-Altenburská (21. prosince 1800 – 30. srpna 1831), ⚭ 1817 Arnošt I. Sasko-Kobursko-Gothajský (2. ledna 1784 – 29. ledna 1844)

Vévodkyně Luisa Šarlota zemřela 4. ledna 1801, dva týdny po porodu dcery Luisy. O patnáct měsíců později, 24. dubna 1802 se devětadvacetiletý vdovec v Kasselu oženil s o rok starší Karolínou Amálií Hesensko-Kasselskou. Manželé spolu neměli žádné děti a brzy po svatbě se odcizili, protože "jejich vzájemné pohledy na život byly úplně jiné". Společná vystoupení na veřejnosti se stala po roce 1810 vzácnými a po roce 1813 již Karolína Amálie nežila na zámku Friedenstein s Augustem, ale na zámku Friedrichsthal.

## Anekdoty
"Na kongresu v Erfurtu v roce 1808 seděl Napoleon při večeři naproti vévodovi a protože ten jedl málo nebo nic, zeptal se ho Napoleon proč něco nejí, načež druhý galantně odpověděl: 'Vyživuji se paprsky slunce, které na mě nyní září'. Na Napoleonovu otázku, jak velká byla jeho země, odpověděl: 'Sire, tak velká, jak Vaše Veličenstvo nařídí'".
Po cestě z kongresu v Erfurtu v roce 1808 se Napoleon zastavil na zámku Friedenstein. Při rozhovoru s vévodou Augustem požádal císař o šálek horké čokolády. Ten mu přinesl sám vévoda s poznámkou, že tento šálek byl vyroben v jeho vlastní porcelánce. Napoleonův požadavek, aby si mohl uchovat ten jemný šálek jako suvenýr, však vévoda odmítl. Na císařovu přísnou otázku, proč to není možné, odpověděl Augustus, že by mu raději dal své vévodství. Protože velký francouzský císař právě pil právě z tohoto šálku a on, Augustus, by jej v budoucnu držel na jeho počest jako vzácnou starožitnost. Napoleon tím byl velmi polichocen.

## Vývod z předků
|                                      |                                             |  |                           |                                                     |  |  |  |  |  |  |  | Fridrich I. Sasko-Gothajsko-Altenburský |
|                                      |                                             |  |                           |                                                     |  |  |  |  |  |  |  |                                         |
|                                      | Fridrich II. Sasko-Gothajsko-Altenburský    |  |                           |                                                     |  |  |  |  |  |  |  |                                         |
|                                      |                                             |  |                           |                                                     |  |  |  |  |  |  |  |                                         |
|                                      |                                             |  |                           | Magdaléna Sibyla Sasko-Weissenfelská                |  |  |  |  |  |  |  |                                         |
|                                      |                                             |  |                           |                                                     |  |  |  |  |  |  |  |                                         |
|                                      | Fridrich III. Sasko-Gothajsko-Altenburský   |  |                           |                                                     |  |  |  |  |  |  |  |                                         |
|                                      |                                             |  |                           |                                                     |  |  |  |  |  |  |  |                                         |
|                                      |                                             |  |                           | Karel Anhaltsko-Zerbstský                           |  |  |  |  |  |  |  |                                         |
|                                      |                                             |  |                           |                                                     |  |  |  |  |  |  |  |                                         |
|                                      | Magdalena Augusta Anhaltsko-Zerbstská       |  |                           |                                                     |  |  |  |  |  |  |  |                                         |
|                                      |                                             |  |                           |                                                     |  |  |  |  |  |  |  |                                         |
|                                      |                                             |  |                           | Žofie Sasko-Weissenfelská                           |  |  |  |  |  |  |  |                                         |
|                                      |                                             |  |                           |                                                     |  |  |  |  |  |  |  |                                         |
|                                      | Arnošt II. Sasko-Gothajsko-Altenburský      |  |                           |                                                     |  |  |  |  |  |  |  |                                         |
|                                      |                                             |  |                           |                                                     |  |  |  |  |  |  |  |                                         |
|                                      |                                             |  |                           | Bernard I. Sasko-Meiningenský                       |  |  |  |  |  |  |  |                                         |
|                                      |                                             |  |                           |                                                     |  |  |  |  |  |  |  |                                         |
|                                      | Arnošt Ludvík I. Sasko-Meiningenský         |  |                           |                                                     |  |  |  |  |  |  |  |                                         |
|                                      |                                             |  |                           |                                                     |  |  |  |  |  |  |  |                                         |
|                                      |                                             |  |                           | Marie Hedvika Hesensko-Darmstadtská                 |  |  |  |  |  |  |  |                                         |
|                                      |                                             |  |                           |                                                     |  |  |  |  |  |  |  |                                         |
|                                      | Luisa Dorotea Sasko-Meiningenská            |  |                           |                                                     |  |  |  |  |  |  |  |                                         |
|                                      |                                             |  |                           |                                                     |  |  |  |  |  |  |  |                                         |
|                                      |                                             |  |                           | Fridrich I. Sasko-Gothajsko-Altenburský             |  |  |  |  |  |  |  |                                         |
|                                      |                                             |  |                           |                                                     |  |  |  |  |  |  |  |                                         |
|                                      | Dorotea Marie Sasko-Gothajsko-Altenburská   |  |                           |                                                     |  |  |  |  |  |  |  |                                         |
|                                      |                                             |  |                           |                                                     |  |  |  |  |  |  |  |                                         |
|                                      |                                             |  |                           | Magdaléna Sibyla Sasko-Weissenfelská                |  |  |  |  |  |  |  |                                         |
|                                      |                                             |  |                           |                                                     |  |  |  |  |  |  |  |                                         |
| Augustus Sasko-Gothajsko-Altenburský |                                             |  |                           |                                                     |  |  |  |  |  |  |  |                                         |
|                                      |                                             |  |                           |                                                     |  |  |  |  |  |  |  |                                         |
|                                      |                                             |  | Arnošt I. Sasko-Gothajský |                                                     |  |  |  |  |  |  |  |                                         |
|                                      |                                             |  |                           |                                                     |  |  |  |  |  |  |  |                                         |
|                                      | Bernard I. Sasko-Meiningenský               |  |                           |                                                     |  |  |  |  |  |  |  |                                         |
|                                      |                                             |  |                           |                                                     |  |  |  |  |  |  |  |                                         |
|                                      |                                             |  |                           | Alžběta Žofie Sasko-Altenburská                     |  |  |  |  |  |  |  |                                         |
|                                      |                                             |  |                           |                                                     |  |  |  |  |  |  |  |                                         |
|                                      | Antonín Ulrich Sasko-Meiningenský           |  |                           |                                                     |  |  |  |  |  |  |  |                                         |
|                                      |                                             |  |                           |                                                     |  |  |  |  |  |  |  |                                         |
|                                      |                                             |  |                           | Anton Ulrich Brunšvicko-Wolfenbüttelský             |  |  |  |  |  |  |  |                                         |
|                                      |                                             |  |                           |                                                     |  |  |  |  |  |  |  |                                         |
|                                      | Alžběta Eleonora Brunšvicko-Wolfenbüttelská |  |                           |                                                     |  |  |  |  |  |  |  |                                         |
|                                      |                                             |  |                           |                                                     |  |  |  |  |  |  |  |                                         |
|                                      |                                             |  |                           | Juliána Šlesvicko-Holštínsko-Sonderbursko-Norburský |  |  |  |  |  |  |  |                                         |
|                                      |                                             |  |                           |                                                     |  |  |  |  |  |  |  |                                         |
|                                      | Šarlota Sasko-Meiningenská                  |  |                           |                                                     |  |  |  |  |  |  |  |                                         |
|                                      |                                             |  |                           |                                                     |  |  |  |  |  |  |  |                                         |
|                                      |                                             |  |                           | Filip Hesensko-Philippsthalská                      |  |  |  |  |  |  |  |                                         |
|                                      |                                             |  |                           |                                                     |  |  |  |  |  |  |  |                                         |
|                                      | Karel I. Hesensko-Philippsthalský           |  |                           |                                                     |  |  |  |  |  |  |  |                                         |
|                                      |                                             |  |                           |                                                     |  |  |  |  |  |  |  |                                         |
|                                      |                                             |  |                           | Kateřina Amálie ze Solms-Laubachu                   |  |  |  |  |  |  |  |                                         |
|                                      |                                             |  |                           |                                                     |  |  |  |  |  |  |  |                                         |
|                                      | Šarlota Amálie Hesensko-Philippsthalská     |  |                           |                                                     |  |  |  |  |  |  |  |                                         |
|                                      |                                             |  |                           |                                                     |  |  |  |  |  |  |  |                                         |
|                                      |                                             |  |                           | Jan Vilém III. Sasko-Eisenašský                     |  |  |  |  |  |  |  |                                         |
|                                      |                                             |  |                           |                                                     |  |  |  |  |  |  |  |                                         |
|                                      | Karolína Kristýna Sasko-Eisenašská          |  |                           |                                                     |  |  |  |  |  |  |  |                                         |
|                                      |                                             |  |                           |                                                     |  |  |  |  |  |  |  |                                         |
|                                      |                                             |  |                           | Kristýna Juliána Bádensko-Durlašská                 |  |  |  |  |  |  |  |                                         |
|                                      |                                             |  |                           |                                                     |  |  |  |  |  |  |  |                                         |